# Miss New Jersey USA

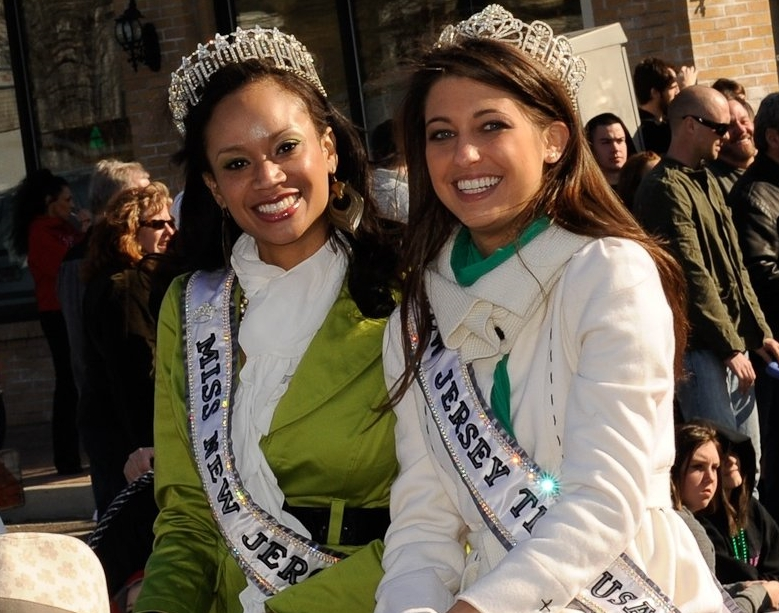
Chenoa Greene, Miss New Jersey USA 2010 e Erica Scymanski, Miss New Jersey Teen USA 2010 durante a parada do Dia de São Patrício

A competição de Miss New Jersey USA é o concurso de beleza destinado a eleger a representante do Estado de Nova Jérsei para o concurso Miss USA.
Nova Jersey tem tido apenas sucesso moderado no Miss USA e jamais produziu uma vencedora. O melhor desempenho de Nova Jersey ocorreu entre 1989 e 1991 quando obteve dois terceiros lugares e um segundo lugar. Dois anos depois, outra Miss New Jersey USA classificou-se para as finais, mas o Estado obteria apenas uma classificação a partir de então. Mas, em 2008, Tiffany Andrade ficou em terceiro lugar, se tornando a terceira Miss New Jersey USA a obter esse feito no Miss USA.
Duas misses New Jersey USA venceram anteriormente o título de Miss New Jersey Teen USA e duas competiram no Miss América.

## Sumário de resultados

### Classificações
- 2ª(s) colocada(s): Charlotte Ray (1991), Chhavi Verg (2017)
- 3ª(s) colocada(s): Deborah Lee Husti (1989), Karin Hartz (1990), Tiffany Andrade (2008)
- Top 6: Amy Fissel (1993)
- Top 10: Ruth Hampton (1952), Jennifer Makris (1997), Michelle Leonardo (2012), Alexa Noone (2018)
- Top 12: Cathy Russell (1975), Juanita McCarty (1977)
- Top 13: Barbara Richartz (1964)
- Top 15: Dolores Winfield (1956), Sandy Chudy (1960), Diane Gierson (1961)
- Top 18: Evelyn Orowitz (1954)
- Top 20: Emily Shah (2014)

### Premiações Especiais
- Miss Simpatia: Lisa Summeroury-Perry (1986), Charlotte Ray (1991)

## Vencedoras
| Ano  | Nome                  | Cidade              | Idade1 | Classificação no Miss USA | Premiações especiais no Miss USA | Notas                                                                                      |
| ---- | --------------------- | ------------------- | ------ | ------------------------- | -------------------------------- | ------------------------------------------------------------------------------------------ |
| 2020 | Gina Mellish          | Oceanport           | 20     |                           |                                  | Anteriormente Miss New Jersey Teen USA 2016                                                |
| 2019 | Manya Saaraswat       | Marlboro            | 21     |                           |                                  |                                                                                            |
| 2018 | Alexa Noone           | Bayonne             | 23     | Top 10                    |                                  |                                                                                            |
| 2017 | Chhavi Verg           | Edison              | 19     | 2ª colocada               |                                  | Nasceu na Índia.                                                                           |
| 2016 | Jessielyn Palumbo     | Wayne               | 23     |                           |                                  |                                                                                            |
| 2015 | Vanessa Oriolo        | Colts Neck          | 21     |                           |                                  |                                                                                            |
| 2014 | Emily Shah            | Edison              | 18     | Top 20                    |                                  |                                                                                            |
| 2013 | Libell Duran          | Keasbey             | 22     |                           |                                  | Nasceu na República Dominicana                                                             |
| 2012 | Michelle Leonardo     | Tinton Falls        | 20     | Top 10                    |                                  | Anteriormente Miss New Jersey Teen USA 2008                                                |
| 2011 | Julianna White        | Haddon Township     | 21     |                           |                                  | Anteriormente Miss New Jersey Teen USA 2006                                                |
| 2010 | Chenoa Greene         | Atco                | 24     |                           |                                  |                                                                                            |
| 2009 | Kaity Rodriguez       | Clifton             | 24     |                           |                                  |                                                                                            |
| 2008 | Tiffany Andrade       | Linden              | 22     | 3ª colocada               |                                  |                                                                                            |
| 2007 | Erin Abrahamson       | Essex Fells         | 23     |                           |                                  | Successora na coroa; Anteriormente Miss New Jersey Teen USA 2001                           |
| 2007 | Ashley Harder         | Marlton             | 20     |                           |                                  | Renunciou devido à gravidez                                                                |
| 2006 | Jessica Boyington     | Sicklerville        | 20     |                           |                                  |                                                                                            |
| 2005 | Sylvia Pogorzelski    | East Hanover        | 20     |                           |                                  |                                                                                            |
| 2004 | Janaye Ingram         | Cherry Hill         | 25     |                           |                                  |                                                                                            |
| 2003 | Vanessa Baker         | Marlton             | 23     |                           |                                  |                                                                                            |
| 2002 | Robin Williams        | Lawrenceville       |        |                           |                                  |                                                                                            |
| 2001 | Jeannette Josue       | Jersey City         |        |                           |                                  |                                                                                            |
| 2000 | Michelle Graci        | Jamesburg           |        |                           |                                  |                                                                                            |
| 1999 | Candice Alana Royal   |                     |        |                           |                                  |                                                                                            |
| 1998 | Kelli Parz            |                     |        |                           |                                  | Anteriormente Miss New Jersey Teen USA 1994, top 12 no Miss Teen USA 1994                  |
| 1997 | Jennifer Makris       | Cranbury            | 23     | Semi-finalista            |                                  | Anteriormente Miss New Jersey 1994, 3ª colocada no Miss America 1995                       |
| 1996 | Christina Augustyn    |                     | 24     |                           |                                  |                                                                                            |
| 1995 | Christy Joy Pittner   |                     |        |                           |                                  |                                                                                            |
| 1994 | Rosa Velez            |                     |        |                           |                                  |                                                                                            |
| 1993 | Amy Fissel            | Ocean City          | 25     | Top 6                     |                                  | Anteriormente Miss New Jersey 1991                                                         |
| 1992 | Kathy Kasprak         |                     |        |                           |                                  |                                                                                            |
| 1991 | Charlotte Ray         | Camden              |        | 2ª colocada               | Miss Simpatia                    | Mais tarde Miss World USA 1991 e Semi-finalista no Miss Mundo 1991                         |
| 1990 | Karin Harti           | Voorhees            |        | 3ª colocada               |                                  |                                                                                            |
| 1989 | Deborah Lee Husti     | Rockaway            |        | 3ª colocada               |                                  | Semifinalista no Miss Internacional 1989 como Miss EUA                                     |
| 1988 | Colleen Carlone       | Parsippany          |        |                           |                                  |                                                                                            |
| 1987 | Stacey Fox            | East Brunswick      | 19     |                           |                                  |                                                                                            |
| 1986 | Lisa Summeroury-Perry | Egg Harbor Township |        |                           | Miss Simpatia                    | Representou Nova Jersey no Miss Oktoberfest 1987, sem se classificar                       |
| 1985 | Francie Knapp         | Linwood             |        |                           |                                  |                                                                                            |
| 1984 | Diane Qualter         | Englewood           |        |                           |                                  |                                                                                            |
| 1983 | Ann Brucato           | Bloomfield          |        |                           |                                  |                                                                                            |
| 1982 | Janice Straue         | Cherry Hill         |        |                           |                                  |                                                                                            |
| 1981 | Christy Garthwaite    | Tuckerton           |        |                           |                                  |                                                                                            |
| 1980 | Joni Peifer           | Franklinville       |        |                           |                                  |                                                                                            |
| 1979 | Robin Senatore        | Jackson             |        |                           |                                  |                                                                                            |
| 1978 | Sheryl Ann Hoehn      | Clark               |        |                           |                                  |                                                                                            |
| 1977 | Juanita McCarty       | Pemberton           |        | Semi-finalista            |                                  | 2ª colocada no Miss World USA 1976 como Miss Pennsylvania, 2ª colocada no Mrs America 1988 |
| 1976 | Ginger Hagaman        |                     |        |                           |                                  |                                                                                            |
| 1975 | Cathy Russell         | Cranford            |        | Semi-finalista            |                                  |                                                                                            |
| 1974 | Patricia Sims         |                     |        |                           |                                  |                                                                                            |
| 1973 | Patricia Everett      |                     |        |                           |                                  |                                                                                            |
| 1972 | Lela Desantes         |                     |        |                           |                                  |                                                                                            |
| 1971 | Brenda White          |                     |        |                           |                                  |                                                                                            |
| 1970 | Ellen Cream           | Pennsauken          |        |                           |                                  |                                                                                            |
| 1969 | Nancy Fumell          |                     |        |                           |                                  |                                                                                            |
| 1968 | Linda Papa            |                     |        |                           |                                  |                                                                                            |
| 1967 | Jean Galata           |                     |        |                           |                                  |                                                                                            |
| 1966 | Jo Ann French         |                     |        |                           |                                  |                                                                                            |
| 1965 | Kay Franzeh           |                     |        |                           |                                  |                                                                                            |
| 1964 | Barbara Richartz      |                     |        | Semi-finalista            |                                  |                                                                                            |
| 1963 | Ruth Eire             |                     |        |                           |                                  |                                                                                            |
| 1962 | Sue Thompson          |                     |        |                           |                                  |                                                                                            |
| 1961 | Diane Gierson         |                     |        | Semi-finalista            |                                  |                                                                                            |
| 1960 | Sandy Chudy           |                     |        | Semi-finalista            |                                  |                                                                                            |
| 1959 | Geraldine Binder      |                     |        |                           |                                  |                                                                                            |
| 1958 | Fay Hasenaver         |                     |        |                           |                                  |                                                                                            |
| 1957 | Jeanne Lewis          |                     |        |                           |                                  |                                                                                            |
| 1956 | Dolores Winfield      |                     |        | Semi-finalista            |                                  |                                                                                            |
| 1955 | Beverly Rogers        |                     |        |                           |                                  |                                                                                            |
| 1954 | Evelyn Orowitz        |                     |        | Semi-finalista            |                                  |                                                                                            |
| 1953 | Susan Harris          |                     |        |                           |                                  |                                                                                            |
| 1952 | Ruth Hampton          |                     |        | Semi-finalista            |                                  |                                                                                            |

1 Idade à época do concurso Miss USA